# Maria do Mar
Maria do Mar (Portugiesisch für: „Maria vom Meer“) ist ein Stummfilm des portugiesischen Regisseurs José Leitão de Barros aus dem Jahr 1930. Das Filmdrama spielt im Fischerdorf Nazaré und gilt als ein wegweisendes Werk des Portugiesischen Films der Stummfilmzeit, mit sowohl cineastischer als auch ethnologischer und dokumentarischer Bedeutung.

## Handlung
Aus Gier treibt der Fischer Falacha seine Leute zu einer gewagten Fangfahrt an, die mit dem Tod aller Beteiligten endet, nur Falacha überlebt. Aurélia verliert dabei ihren Mann und verzeiht der Familie Fachadas dies nie mehr. Falacha hält die Anfeindungen der Dorfgemeinschaft nicht mehr aus und nimmt sich das Leben.
Eines Tages wird Falachas Tochter Maria von Aurélias Sohn Manuel vor dem Ertrinken gerettet. Die beiden verlieben sich und heiraten, was jedoch die entzweiten Familien nicht zusammenbringt, sondern die Feindschaft erneut anfeuert. Das Paar trotzt den Anfeindungen, lebt zusammen und bekommt ein Kind. Als dieses durch ein Unglück lebensgefährlich verletzt wird, bangen alle um das Leben des Kleinkinds. Auch die beiden verfeindeten Großmütter finden sich am Krankenbett ein, und von den intensiven Gefühlen erweicht, versöhnen sie sich schließlich.

## Rezeption
Der Film feierte am 20. Mai 1930 im Teatro São Luiz Premiere.
Maria do Mar wurde bis auf die Hauptrollen mit Laiendarstellern aus dem Fischerdorf Nazaré gedreht. Der Film wirkte durch die echten Fischerfamilien und durch die in der Totalen eingefangenen Alltagsszenen und Ortsbilder besonders authentisch und kann damit als weltweit erster Spielfilm der visuell-anthropologischen Ethnofiktion gelten, einem von Robert Flaherty seit seinem Dokumentarfilm Moana (1926) entstandenen Genre.
Im Portugiesischen Kino der Zeit sorgte der Film für eine frische Brise, da er sich von den bis dahin vorherrschenden Filmen und ihren abwechslungsarmen Darstellungen und literarisch-akademischen Ansätzen absetzte. Die neuartige Ästhetik des auch sowjetisch beeinflussten Films ermutigte die aufkommenden neuen Regisseure, die Filmkunst ernsthaft weiter zu verfolgen und sich den vorherrschenden ausländischen Filmen auch mit eigenen Filmsprachen entgegenzustellen. Die neuartige Körperlichkeit, der Filmschnitt und die Bildkompositionen machten Maria do Mar zum bedeutendsten portugiesischen Stummfilm und begeisterte nun auch die avantgardistische Kulturszene des Landes für das neue Medium Film.

„Ein filmisches Denkmal für die Fischer Portugals, vermittelt durch eine fiktive Geschichte, erstellt anhand von Alltagsbeobachtungen und erzählt mit Hilfe von Stilmitteln der russischen Avantgarde der ausgehenden 20er Jahre.“

Erst Jahre nach der tiefgreifenden Nelkenrevolution 1974, während der man das Kulturschaffen während der Estado Novo-Diktatur (1932–1974) häufig als reaktionär betrachtete, wurde der Film von der Kritik wiederentdeckt und mehrfach gezeigt, auch im Ausland (1988 in der neu gegründeten Vidéothèque de Paris, heute Forum des Images), und erschien als VHS-Kaufkassette in Portugal bei Imaginação.
Am 11. März 2000 wurde der Film neu aufgeführt, in der Culturgest, der 1993 gegründeten Kulturstiftung der Sparkasse Caixa Geral de Depósitos. Von der Cinemateca Portuguesa restauriert und mit neuer Musik von Pianist und Komponist Bernardo Sassetti versehen, wurde er live musikalisch begleitet von Sassetti selbst und der Sängerin Filipa Pais und danach auf einigen internationalen Festivals gezeigt, so in Frankreich am 24. Mai 2007 beim Stummfilmfestival Festival cinéma muet et piano parlant d'Anères in Anères und am 20. August 2007 bei den États généraux du film documentaire in Lussas.